# Ixora solomonensium
Ixora solomonensium är en måreväxtart som beskrevs av Cornelis Eliza Bertus Bremekamp. Ixora solomonensium ingår i släktet Ixora och familjen måreväxter. Inga underarter finns listade i Catalogue of Life.